# Dogtanian. W służbie króla
Dogtanian. W służbie króla – japońsko-hiszpański film animowany wyprodukowany w roku 1981 przez wytwórnię BRB International będący kompilacją odcinków serialu D’Artagnan i trzej muszkieterowie. Adaptacja powieści Trzej muszkieterowie Aleksandra Dumasa. W adaptacji tej bohaterami są antropomorficzne postacie zwierzęce, głównie psy – wyjątkami są np. Pom (mysz), Milady (kotka) czy Planchet (niedźwiedź).
Polska wersja językowa oparta była na dystrybucji z angielskimi napisami w czołówce, której tytuł oryginalny brzmi Dogtanian Special. The TV movie. Piosenka w czołówce jest śpiewana po angielsku, a dialogi czyta lektor Ireneusz Machnicki. Niektórzy bohaterowie mają inne imiona w stosunku do serialu.
W 1995 powstał film telewizyjny na podstawie drugiej serii serialu Powrót Dogtaniana zatytułowany Dogtanian. Jeden za wszystkich, wszyscy za jednego (ang. Dogtanian in One For All And All For One). W Polsce również emitowany w wersji z lektorem.

## Fabuła
Film opowiada o młodym Dogtanianie, który zostaje wysłany przez swojego ojca do Paryża. Młodzieniec otrzymuje list polecający do kapitana muszkieterów pana Treville'a, który jest dawnym przyjacielem pana Dogtaniana. W drodze do Paryża chłopcu służy wierny koń Sandy. Podczas Dogtanian zostaje znieważony przez przypadkowego jeźdźca (podróżującego incognito hrabiego de Rochefort). Młodzieniec dogania go i staje z nim do pojedynku. Jednak przebiegły "Czarny Wąsik" wyręcza się pomocnikami, a sam udaje się na spotkanie z tajemniczą Milady. Przeciwnicy pokonują Dogtaniana, łamią mu szpadę ojca oraz zabierają mu list polecający. W Paryżu Dogtanian poznaje dwórkę królowej, piękną Julię, w której się zakochuje z wzajemnością. W wyniku swojej porywczości umawia się na pojedynki kolejno z trzema słynnymi muszkieterami: Portosem, Dogosem i Amisem, jednak swym honorowym zachowaniem i umiejętnościami szermierczymi zaskarbia sobie ich szacunek i przyjaźń. Odtąd kierują się zasadą „Jeden za wszystkich, wszyscy za jednego”. Z ich pomocą oraz dzięki wsparciu kapitana de Treville Dogtanian dąży do zostania muszkieterem. Musi jednak walczyć z intrygami podłego kardynała Richelieu wymierzonymi w królową Francji, które realizują jego trzej agenci: podstępny i niecny hrabia de Rochefort („Czarny Wąsik”), piękna i zabójcza Milady oraz gruby i zarozumiały Widii Mer, który walczy, aby odzyskać zaufanie kardynała. Na szczęście Dogtaniana w walce wspomagają ukochana Julia, trzej muszkieterowie, wygadany pan mysz imieniem Pom oraz wierny sługa Planchet. Muszkieterowie biorą udział w akcji odzyskania diamentowego naszyjnika królowej (podarowanego przez nią księciu Buckingham), dzięki czemu ratują honor władczyni i pokój między Francją a Anglią.

## Bohaterowie
- Dogtanian (w pierwszej polskiej wersji serialu jako D’Artagnan) – młody szlachcic z Gaskonii, mieszka na prowincji ze swoimi rodzicami do czasu, gdy zostaje wysłany do Paryża, aby zostać muszkieterem. Początkowo jest narwany i lekkomyślny oraz łatwo pakuje się w kłopoty, z czasem nabiera doświadczenia życiowego. Przyjaciel Portosa, Atosa i Aramisa. Ukochany Julii. Bardzo dobrze posługuje się szpadą. Jest oddany przyjaciołom i ukochanej. Wzorowany na d’Artagnanie z powieści Dumasa.
- Julia (w drugiej polskiej wersji językowej serialu jako Juliette) – ukochana Dogtaniana, dwórka królowej Francji Anny Austriaczki oraz jej wierna przyjaciółka. Jest nieco starsza od swego wybranka, dlatego bardziej spokojnie podchodzi do spraw, w których on reaguje nerwowo. Mądra i szlachetna, oddana swej pani i bliskim. Wzorowana na Konstancji Bonacieux z powieści Dumasa.
- Portos – jeden z trzech muszkieterów, niezwykle mądry i stateczny. Nie lubi pojedynków, woli pokojowo rozsądzać spory. Zawsze najpierw myśli, a dopiero później działa. Jest najmądrzejszy i najstarszy z całej kompanii, wszyscy darzą go niezwykłym szacunkiem. Wie wiele o życiu oraz otaczającym go świecie. Zawsze chętnie służy radą i pomocą.  Wzorowany na postaci Atosa z powieści Dumasa.
- Dogos (w serialu jako Atos) – jeden z trzech muszkieterów, niezbyt inteligentny, co nadrabia ogromną siłą fizyczną. Uwielbia pojedynki oraz potyczki na pięści. Lubi też dobrze zjeść i wypić. Jest szczery i niezwykle oddany przyjaciołom, a także nieco próżny. Zawsze pali się do walki. Wzorowany na postaci Portosa z powieści Dumasa.
- Amis (w serialu jako Aramis) – jeden z trzech muszkieterów, prawdziwy romantyk i elegant. Lubi się dobrze ubierać. Jest oczytany i wykształcony, jak również niezwykle pobożny. Ma ukochaną w Paryżu, którą odwiedza, gdy tylko ma wolne. Pisze wiersze i często się modli. Wzorowany na Aramisie z powieści Dumasa.
- Pom (w serialu jako Pim) – mysz płci męskiej, przyjaciel czterech muszkieterów, mieszka w norce w domu pana Bonacieux. Jest przemądrzały i nieco zarozumiały. Z natury gaduła, bardzo oddany kompanom. Marzy o tym, by zostać bogatym dworzaninem króla.
- Planchet – niedźwiedź, wierny sługa Dogtaniana, wcześniej stajenny w gospodzie w Meung. Jest lojalny i dobroduszny. Wiernie służy swemu panu i pomaga mu w trudnych sytuacjach. Wzorowany na Planchecie z powieści Dumasa.
- Kardynał Richelieu – główny czarny charakter filmu, pierwszy minister i doradca Ludwika XIII. Nienawidzi muszkieterów oraz królowej Francji, dlatego dąży za wszelką cenę do ich zniszczenia. Snuje całą sieć intryg wokół głównych bohaterów. Jest okrutny, podły i pozbawiony jakichkolwiek skrupułów.
- Hrabia de Rochefort "Czarny Wąsik" – szpieg i agent kardynała Richelieu, główny antagonista Dogtaniana i trzech muszkieterów. Świetny w walce na szpady, nie obce są mu również intrygi, choć zdecydowanie problemy woli rozstrzygać za pomocą pojedynków. Wyniosły i dumny, ale też nie pozbawiony honoru oraz pozytywnych cech. Dogtanian nazywa go "Czarny Wąsik" do czasu, aż poznaje jego prawdziwe nazwisko. Wzorowany na Rochefortcie z powieści Dumasa.
- Hrabina de Winter "Milady" – kotka, szpieg i agentka kardynała Richelieu, obok Rocheforta główna antagonistka Dogtaniana i trzech muszkieterów. Jest podstępna i przebiegła, a zarazem niezwykle piękna. Potrafi umiejętnie uwodzić mężczyzn oraz skutecznie wyeliminować przeciwnika za pomocą sztyletu, pistoletu lub własnych pazurów. W przeciwieństwie do Rocheforta nie uznaje zasad honoru i uważa, że cel uświęca środki. Bardzo mściwa, nie daruje żadnej zniewagi. W walce stosuje przede wszystkim intrygi oraz różnego rodzaju przebieranki. Nie waha się osobiście zabić każdego, kto się jej narazi. Wzorowana na Milady z powieści Dumasa.
- Królowa Francji Anna Austriaczka – żona Ludwika XIII, kobieta piękna i niezwykle inteligentna. Nie ufa kardynałowi Richelieu, który potajemnie spiskuje, by ją zniszczyć. Jest spokojna, opanowana oraz niezwykle mądra. Próbuje za wszelką cenę nie dopuścić do tego, by wybuchła wojna pomiędzy Francją i Anglią. Utrzymuje przyjazne relacje z księciem Buckingham, o ile jednak król nie widzi w tym nic złego, Richelieu próbuje wykorzystać ten fakt do zniszczenia Anny Austriaczki.
- Król Francji Ludwik XIII – władca Francji i mąż Anny Austriaczki. Sympatyczny i szlachetny, ale też nieco naiwny. Nie dostrzega intryg kardynała Richelieu wymierzonych w jego bliskich. Utrzymuje przyjazne stosunki z Anglią, co próbuje zniszczyć kardynał.
- Książę Buckingham – premier Anglii oraz wierny przyjaciel Anny Austriaczki, po cichu w niej zakochany. Dąży do pokoju pomiędzy Anglią a Francją, co za pomocą sieci intryg próbuje zniszczyć Richelieu. Mądry i odważny, chętnie pomaga muszkieterom w ratowaniu honoru królowej.
- Widdi Merr – kapitan prywatnej gwardii kardynała Richelieu. Wierny i oddany swemu panu. Chętnie bierze udział w intrygach przeciwko muszkieterom, których nienawidzi, jest jednak gruby, zarozumiały oraz niekompetentny, dlatego też Dogtanian i jego kompanii z łatwością umieją sobie z nim poradzić. Wraz z Rochefortem rywalizuje o względy kardynała. Wzorowany na panu de Jussac z powieści Dumasa.
- Bonacieux – wuj Julii, wraz ze swą siostrzenicą wiernie służy królowej Francji przeciw intrygom kardynała.
- Matka Dogtaniana – kobieta spokojna i opanowana oraz nieco nadopiekuńcza. Boi się o swego syna i chce, by unikał on kłopotów. Daje Dogtanianowi przed jego wyjazdem do Paryża maść na wszelkie rany.
- Ojciec Dogtaniana – mężczyzna mądry i stateczny, ale też lubiący od czasu do czasu się bić. Był kiedyś muszkieterem, dlatego też chce, by jego syn również nim został i pomaga mu w realizacji jego marzeń.
- Monsieur De Treville – kapitan królewskich muszkieterów, największy antagonista kardynała Richelieu. Oddany królowi i królowej, swoich podwładnych traktuje jak ojciec dzieci: surowo, ale sprawiedliwie. Przyjaciel ojca Dogtaniana (kiedyś razem służyli w wojsku).
- Sandy – koń Dogtaniana. Jest już stary i nieco śmieszny, ale w trudnych sytuacjach okazuje się być niezwykle lojalny wobec swego pana.